# Grupo linear especial
O grupo linear especial, SL (n, F), é o grupo de todas as matrizes de determinante 1.
Elas são especiais em que elas se encontram em uma subvariedade - satisfazem uma equação polinomial (como o determinante é um polinômio nas entradas). Matrizes deste tipo formam um grupo como o determinante do produto de duas matrizes é o produto de cada um dos determinantes da matriz.
SL(n, F) é um subgrupo normal de GL(n,F).
Se escrever F× para o grupo multiplicativo F (excluindo 0), então o determinante é um homomorfismo de grupos
{\displaystyle \det \colon \operatorname {GL} (n,F)\to F^{\times }.}
que é sobrejetivo e seu kernel
 é o grupo especial linear. Portanto, pelo primeiro teorema de isomorfismo, GL(n,F)/SL(n,F) é isomorfo a F×. De fato, GL (n,F) pode ser escrita como um produto semidireto:
GL(n,F) = SL(n,F) ⋊ F×
Quando F é R ou C, SL (n, F) é um subgrupo de Lie de GL (n, F) de dimensão n2 − 1.
O colchete Lie é dado pelo comutador.
O grupo especial linear SL(n,R) pode ser caracterizado como o grupo de volume e orientação preservando transformações lineares de Rn.

O grupo SL(n,C) é simplesmente conectado enquanto SL(n,R) não é. SL(n,R) tem o mesmo grupo fundamental como GL+(n, R), isto é, Z para n=2 e Z2 para n>2.